# Festival Guarnicê de Cinema
O Festival Guarnicê de Cinema é um dos mais antigos festivais de cinema e vídeo do Brasil. Foi criado em 1977, com o nome de Jornada Maranhense de Super 8. Acontece na cidade de São Luís, no Maranhão e é promovido pelo Departamento de Assuntos Culturais da Universidade Federal do Maranhão, recebendo competidores de todo o Brasil. 
Apresenta um panorama da produção audiovisual brasileira, exibindo filmes de curta, média e longa-metragens, em mostras informativas e competitivas.
O festival acontece tradicionalmente no mês de junho e, nesse período, são apresentadas grandes manifestações folclóricas.
Guarnicê é a palavra-chave da maior manifestação folclórica do Maranhão, o Bumba-meu-boi, e se refere a um momento de preparação, em que os brincantes se reúnem em torno da fogueira onde esquentam os seus tambores e pandeirões, cantando a toada que anuncia a chegada do Boi.
O festival tem fundamental importância para a produção do audiovisual no estado do Maranhão e também auxilia na circulação de trabalhos de cineastas de todo o Brasil.

## Categorias de premiação

### Filmes de Longa-Metragem
- Melhor Filme
- Melhor Direção
- Melhor Fotografia
- Melhor Argumento
- Melhor Roteiro
- Melhor Montagem
- Melhor Direção de Arte
- Melhor Trilha Sonora Original
- Melhor Atriz
- Melhor Ator
- Melhor Ficção
- Melhor Documentário
- Melhor Animação

### Filmes de Curta-Metragem
- Melhor Filme
- Melhor Direção
- Melhor Fotografia
- Melhor Argumento
- Melhor Roteiro
- Melhor Edição
- Melhor Direção de Arte
- Melhor Trilha Sonora Original
- Melhor Atriz
- Melhor Ator
- Melhor Ficção
- Melhor Documentário
- Melhor Animação

### Premiações locais
- Melhor Comercial (publicidade e propaganda)
- Melhor Reportagem
- Melhor Videoclip